# Английский бульдог
Англи́йский бульдо́г  (также бульдог, англ. bulldog, дословно: «бычья собака») — короткошёрстная порода собак типа мастифов. По способу использования стандарт относит породу к собакам-телохранителям и компаньонам.
Современные английские бульдоги выведены во второй половине XIX века, в основе породы — староанглийский бульдог, травильная порода собак, ныне вымершая. Английский бульдог обладает ярко выраженной индивидуальностью и считается национальной собакой Англии, воплощая черты, часто приписываемые «истинному джентльмену»: основательность, невозмутимость, консервативность, некоторую флегматичность, с одной стороны, и аристократизм, солидность в сочетании с импозантностью и грубоватой элегантностью, с другой.
Содержание бульдогов требует большой ответственности, так как порода в процессе развития, превратившись из бойцовой в декоративную, потеряла свои рабочие качества и стала весьма уязвимой. Этот факт часто отмечается критиками породы, предпринимаются попытки воссоздания оригинального староанглийского бульдога, однако признания со стороны Международной кинологической федерации эти опыты пока не получили.

## История породы
Бульдоги появились в Англии и использовались как травильные собаки в «кровавом спорте»; главным образом, в буль-бейтинге — травле быков. Собственно, отсюда и возникло название породы — бульдог (англ. bulldog — букв. «бычья собака»).:18
Точное время появления породы неизвестно. Джон Каюс в первом в истории кинологическом труде, озаглавленном «Of English Dogs» (1576), описывает множество современных ему пород, но бульдогов не упоминает. Очевидно, к этому времени порода ещё не сформировалась. В то же время, доктор Каюс описывает породу, которую называет «мастивом» или «бэндоггом» (Mastive/Bandogge). Эти собаки огромны, упрямы, злобны и энергичны. Они очень массивны и идеально подходят для того, чтобы «вцепиться быку в ухо, и удерживать его», каким бы диким и разъярённым он ни был. Мастифами («мастивами») долгое время называли всех без исключения крупных собак, а «бэндогами» — всех цепных псов.
Однозначно можно утверждать, что англичане выделяли «буль-догов» среди остальных «мастивов» уже в начале XVII века. В пьесе поэта и драматурга Бена Джонсона «Эписин, или Молчаливая женщина» (Epicoene, or The Silent Woman, 1609) упоминаются как «бычьи собаки» (англ. Bull-dogs), так и «медвежьи» (англ. Bear-dogs). К 1631 году относится сохранившееся письмо некоего Прествича Итона (Prestwich Eaton), которое он, находясь в Сан-Себастьяне, отправил своему другу в Лондон, с просьбой выслать ему «хорошего мастива, ящик лучшей выпивки и пару добрых бульдоггов, да поскорее».
Знаменитый французский натуралист Бюффон, напротив, полагал, что бульдог был прародителем мастифа, а не наоборот.
В 1799 году появляется упоминание о бульдоге среди охотничьих собак, в котором бульдоги и мастифы рекомендуются для охоты на кабанов. Вслед за этим иллюстратор Сиденем Эдвардс в своей «Cynographia Britannica» (1800) даёт очень живописное описание бульдога и сообщает, что собака эта произошла от скрещивания большого мастифа с мопсом (Pug Dog). Классик литературы о бульдогах Бейли С. Хейнс уточняет, что Эдвардс имел в виду не «французского мопса, а того, что известен как малый или немецкий мастиф, родом из Голландии и Германии»:16. Не вполне ясно, каких собак подразумевает Хейнс. Мопсы были завезены в Европу, скорее всего из Китая, лишь в конце XVI века, и эта порода вряд ли может претендовать на звание прародителя бульдога.
В 1886 году М. Б. Уинн (M. B. Wynn) в своей книге «The History of the Mastiff» высказал предположение, что общим предком бульдога и мастифа была так называемая боевая британская собака (лат. Pugnaces Britanniae), которую британцы разводили и даже продавали в другие страны ещё в I в. н. э. и которую упоминал греческий историк Страбон.:IV,V,II:40
В настоящее же время большинство специалистов склоняются к мнению, что бульдоги родственны мастифам и имеют, по всей видимости, общего с ним предка — алана. Аланы представляли собой догообразных собак и, в свою очередь, происходили от молоссов и брудастых борзых. Своё наименование аланы получили по названию сарматского племени, населявшего горы Кавказа, где и были выведены эти собаки.:16

### Буль-бейтинг и староанглийский бульдог
Травля животных, одна из древнейших массовых забав в Англии, имела огромную популярность вплоть до запрета в первой половине XIX века. Ещё древнеримский поэт Клавдиан на рубеже IV—V веков н. э. упоминал о «британской собаке, которая прижимает огромный бычий лоб к земле». Его современник Симмах вспоминал о том, как семь ирландских бульдогов проявили на римской арене такую отвагу и свирепость, что сложилось поверье, будто этих собак перевозят в железных клетках. Вполне вероятно, что римляне и привили любовь к кровавым зрелищам жителям Британских островов:20,34, однако буль-бейтинг как отдельный вид кровавого спорта имеет, по всей видимости, английское происхождение.:19
Популярность травильного спорта привела к расцвету селекции собак и появлению бульдогов, или староанглийских бульдогов, как позднее стали называть эту породу. Травля быка предъявляла к собаке особые требования, как к её конституции, так и к темпераменту. Собака должна была быть выносливой, бесстрашной до безрассудства, невосприимчивой к боли, всегда настроенной на поединок. Это должна была быть приземистая, коренастая, не слишком тяжёлая собака с широкой грудью и развитым плечевым поясом, с короткой гладкой шерстью и мёртвой хваткой. Она должна была беспрекословно подчиняться приказам хозяина при любых обстоятельствах.
Так были выведены староанглийские бульдоги — порода, уникальная по своим качествам, крайне функциональная, идеально подходящая для выполнения поставленной перед ней задачи. О возможностях породы говорит такой факт: зафиксирован случай, когда владелец бульдога во время травли на пари отрубал ему лапы одну за другой. Собака при этом продолжала поединок с быком до тех пор, пока хозяин не подозвал её к себе и не отрубил ей голову.:30-31 Кроме буль-бейтинга бульдоги и их вымески использовались и в других многочисленных видах травли: беар-бейтинге (травле медведей), травле лошадей, ослов, барсуков, обезьян, даже львов и тигров, а также крыс (рэттинг).:33-45
Перед началом схватки владелец крепко держал рвущегося в бой бульдога за уши, затем по сигналу спускал его. Бульдог нападал на быка спереди и, улучив момент, вцеплялся мёртвой хваткой ему в морду: нос, губу, язык или глаз. После этого бульдог повисал на своей жертве и не разжимал челюстей, пока бык не ложился, обессилев, или не прекращал борьбу, возвещая о своём поражении протяжным мычанием.:99 Опытные и осторожные быки тщательно оберегали морду, прижимая нос к земле и выставив вперёд рога, которыми норовили поддеть и подбросить бульдога, что могло привести к плачевному результату для собаки. Поэтому хорошие бульдоги, благодаря своему строению и особой тактике ведения поединка, избегали бычьих рогов. Если бульдог настолько увлекался схваткой, что не слышал команду хозяина её прекратить, собаке прищемляли её длинный тонкий хвост, — обычно хозяин просто кусал собаку за хвост — это был наилучший способ заставить бульдога отпустить жертву или хотя бы ослабить хватку.:95 Если бульдог вцепился «намертво», то челюсти ему разжимали специальной деревянной отжимкой:30. Если бульдог хватал быка за ногу, его тут же выбраковывали. Некоторых щенков натаскивали уже с полугодовалого возраста.:18
Несмотря на огромную и всеобщую популярность буль-бейтинга, отношение к бульдогам как к породе долгое время было пренебрежительным. В сохранившихся старинных документах утверждается, что бульдоги глупее более крупных собак; что они медленно формируются, редко достигая половой зрелости к полутора годам; что, достигнув её, вяло размножаются; наконец, что уже в пяти-, шестилетнем возрасте начинают дряхлеть.:18 В настоящее время невозможно сказать, какие из этих суждений о старинных бульдогах справедливы, а какие нет, но впоследствии, когда появился первый стандарт породы, бульдога в нём назвали «незаслуженно оклеветанным».:85
К концу XVIII века популярность буль-бейтинга и остальных видов травли стала падать. Симпатии англичан всё более завоёвывали собачьи бои. Для схватки с другими представителями собачьего племени требовались уже совсем другие качества — скорость, гибкость, подвижность. Бульдогов стали вязать с терьерами, такая помесь, получившая название буль-энд-терьер и совмещавшая в себе лучшие для боёв качества обеих пород, стала высоко цениться.:45-46 Для сохранения же чистоты породы никаких сколь-либо заметных мер не принималось.:49
Последний удар по породе нанёс запрет на травлю животных. В 1835 году Парламент Великобритании принял «Закон о жестоком обращении с животными» (Cruelty to Animals Act 1835), впрочем не затронувший собачьи бои. И хотя нелегальные травли в разных поселениях Великобритании проводили до середины века, сберечь породу в её исконном виде не удалось — ко времени принятия закона чистокровных бульдогов почти не осталось.:32-33

### Появление и развитие стандарта породы
Считается, что первыми эталонными представителями породы, от которых произошли все современные племенные английские бульдоги, были Криб (Crib) и Роза (Rosa). Они принадлежали Х. Вирлсту и в 1817 году были первыми занесены в племенную книгу Английского клуба собаководства.:105
Первая в истории Англии выставка собак состоялась 28—29 июня 1859 году в Ньюкасле. Следующая, в том же году, в Бирмингеме. Ни на одной из этих выставок бульдоги представлены не были. Впервые бульдоги появились на Бирмингемской выставке, прошедшей 3-4 декабря 1860 года, где им был предоставлен один класс.:133 Первое и единственное призовое место занял бульдог, принадлежавший Джеймсу Хинксу (James Hinks). В последующие три года (1861—1864) бульдоги были представлены на выставках в Лидсе (1861), Манчестере (1861), Бирмингеме (1862). На всех этих выставках породе отводился один класс. Однако на лондонской выставке в Эгрикалчерел-Холл (Agricultural Hall, 1862) и в Креморне (Челси, 1863) бульдоги были представлены в двух классах — «большие» и «маленькие». Последних называли ещё «игрушечными» (англ. Toy Bulldog), весьма вероятно, что эти мелкие представители породы были предками современных французских бульдогов. На выставке в Клермоне границей между классами объявили массу собаки, равную 18 фунтам (8,164 кг).:133-135
Первая Всемирная выставка собак состоялась в 1863 году в Эгрикалчерел-Холл, через год за ней последовала Вторая, и на них граница между «лёгким» и «тяжёлым» весом была установлена уже на уровне 20 фунтов (9,072 кг). На бирмингемских выставках 1863 и 1864 годов классы разделили по полу собак, не разделяя их по весу, в то время как в Манчестере все бульдоги продолжали выставлять в одном-единственном классе.:135-137
К 1864 году заводчики и любители бульдогов осознали необходимость создания клуба бульдогов и разработки единых стандартов породы.:137

#### Первый бульдог-клуб и Фило-Куонский стандарт
Первый бульдог-клуб открылся 3 ноября 1864 года, учредил его мистер Р. С. Рокстро (R.S. Rockstro). У клуба был свой девиз — «Мёртвая хватка» (англ. Hold Fast), а задачами клуба в уставе были заявлены «увековечение и совершенствование староанглийского бульдога». Клуб образовали около 30 человек, среди его членов были ценители породы, многие из которых ещё застали славные времена её расцвета, знатоки буль-бейтинга, не понаслышке знакомые с этим кровавым спортом и бизнесом. На деле результаты работы клуба оказались весьма скромны — через три года он прекратил своё существование, не организовав ни одной выставки.:137
Главным достижением бульдог-клуба Рокстро стало детальное описание бульдога, известное как «Фило-Куонский стандарт» (Philo-Kuan Standard). Это описание было опубликовано в 1865 году Сэмюэлем Уикенсом (Samuel Wickens), будущим казначеем клуба, под псевдонимом Philo-Kuan.:137 Фило-Куонский описывает несколько идеализированного бульдога, это ощущается уже с его вводной части:

Английский бульдог — величественное, древнее животное, очень редкое, большей частью незаслуженно оклеветанное и, как правило, очень мало познанное, воспитанное в доброте, постоянном общении и внимании со стороны хозяина, собака спокойная и послушная; но если она находится на цепи и без внимания, то становится куда менее общительной и покорной, а возбудившись, может рассвирепеть настолько, что становится крайне опасной для окружающих. Собаки этой породы прекрасные охранники, замечательные пловцы; весьма ценны для скрещивания с терьерами, поинтерами, гончими, грейхаундами и т. п., для придания им отваги и выносливости. Это самое смелое и решительное животное. <…> Хорошему бульдогу безразлично, на кого нападать, — азартный, лихой и бесстрашный, он будет драться до последней капли крови. Эта благородная порода вырождается за пределами страны — по сути это исконно британская собака, которая идеально ассоциируется со Старой Англией — собака, которой англичане могут гордиться.

Фило-Куонский стандарт впервые описывает все основные стати бульдога — форму и размер головы, ушей, морду, шею, грудь и плечевой пояс, спину, конечности и т. д. Рекомендации этого стандарта относительно формы ушей и хвоста, окраса, а также высоты в холке и массы собаки в дальнейшем были пересмотрены и в целом не соответствуют современным представлениям об идеале породы. В главных же своих положениях Фило-Куонский стандарт остаётся неплохим ориентиром и в настоящее время, послужив основой для всех последующих стандартов английского бульдога.:93
Число выставок, тем временем, увеличивалось, но по-прежнему сохранялась разноголосица в классификации. На Третьей Всемирной выставке собак (1865) все бульдоги, как и раньше, были разделены по весу (легче и тяжелее 20 фунтов). Манчестер провёл две выставки (1865 и 1866 год), на которых все бульдоги разделялись по тому же принципу. Бирмингем продолжал разделять собак породы по полу, но в 1865 году ввёл дополнительный класс Чемпионов (только для кобелей), от которого, впрочем, в дальнейшем отказался. В 1867-71 годах и Бирмингем, и Манчестер проводили выставки только в двух номинациях: для кобелей и для сук. В 1869 году в Ислингтоне состоялась первая выставка национального клуба собаководства, кроме классов для кобелей и сук бульдогам был выделен смешанный класс — для собак легче 11 кг. На первой выставке в Хрустальном Дворце (1870) было представлено два класса бульдогов, однако уже в следующем году их число увеличилось.:137-138
Новые выставки — в Глазго и Эдинбурге — впервые прошли в 1871 и на обеих был всего один класс собак этой породы. Выставочные эксперименты продолжались ещё довольно долго, наибольшее число классов, четыре, бульдогам предоставили в Бирмингеме в 1873 году: по две весовых категории для сук и кобелей. К этому времени наметилась тенденция увеличения разграничительного рубежа между «лёгким» и «тяжёлым» весами, так на выставке в Хрустальном Дворце 1873 года она достигла 13,5 кг.:139
Лучшим представителем породы в это время считался бульдог Кинг Дик (King Dick), принадлежавший Джейкобу Лэмфиеру (Jacob Lamphier).:107 Кинг Дик, кобель красного цвета с чёрной маской, родился 1858 году:149 и был недосягаем на всех выставках, в которых участвовал, с 1861 по 1865 год, в том числе на первых трёх Всемирных выставках собак (1863-65) в классе тяжеловесов.:133-137 Кинг Дик и один из его отпрысков, Криб, стали основой стандарта породы, написанного Лэмфиером в 1861 году (но, в отличие от Фило-Куонского, не получившего всеобщего признания):91. Кинг Дик умер в 1866 году в возрасте восьми лет, ненадолго пережив своего владельца. По легенде, в день похорон Лэмфиера бульдога забыли во дворе дома, и Кинг Дик тут же отправился на поиски хозяина. Не найдя его, Кинг Дик затосковал, отказался от пищи и через четыре дня умер. Большинство современных чемпионов так или иначе восходят к этому бульдогу.:108,111
Кинг Дик не был единственным чемпионом тех лет, чья судьба сложилась трагически. На первом шоу в Хрустальном Дворце (1870) победил бульдог по кличке Михаил Архангел (Michael the Archangel). После выставки его увезли в Париж, где Михаила Архангела пришлось съесть во время осады города.:107
4 апреля 1873 года был основан знаменитый «The Kennel Club» — первый в мире клуб собаководства, занимающийся регистрацией чистокровных собак и пород собак. Одной из первоочередных задач организация ставила составление племенных книг. Бульдоги были включены в первый том племенной книги клуба (Kennel Club Stud Book), который был представлен на Бирмингемской выставке 1 декабря 1874 года. Примечательно, что первым английским бульдогом, внесённым в реестр, был кобель по кличке Адам (Adamo) 1864 года рождения, хотя вслед за ним в книгу были включены несколько собак гораздо старше его, родившихся ещё в 1850-е годы. Адам принадлежал мистеру Р. Хитфилду (R. Heathfield), а заводчиком его был Джейкоб Лэмфиер, владелец Кинга Дика.
В 1874 году была предпринята попытка возродить бульдог-клуб. Однако второй клуб просуществовал ещё меньше первого, менее года. К этому времени в страну завезли много испанских бульдогов, вес которых достигал 45 кг (для сравнения, по Фило-Куонскому стандарту вес английского бульдога не менее 9 кг и «редко превышает» 27 кг). Над английской породой вновь нависла угроза вырождения, необходимость принимать более серьёзные меры для её сохранения стала очевидной.:139

#### Создание корпорации и дальнейшее развитие породы
В марте 1875 года был основан третий бульдог-клуб, который существует по сей день. Рождение новой организации состоялось в лондонском пабе «The Blue Post», а главной задачей учредители видели сохранение чистоты английской породы, в первую очередь от её смешения с испанским бульдогом. Основатели клуба собрали все доступные сведения о породе и её лучших представителях и разработали новый стандарт английского бульдога, который был опубликован 27 мая 1875 года. Этот стандарт, с небольшими поправками, действует в Англии и в настоящее время. Позднее из него были исключены всего два существенных положения: 1) что сука Роза, изображённая на известной картине «Криб и Роза» (1817), близка к идеалу бульдога по экстерьеру, конституции и размеру; 2) что ни одна из существующих ныне собак не отвечает полностью эталону, к которому нужно стремиться.:139-140
Следующим этапом деятельности клуба стало составление шкалы баллов по экстерьеру. Суммарный бал складывался из оценок основных компонентов экстерьера. Шкала была принята и утверждена 5 августа, а опубликована 2 сентября 1875 года. Кроме того, было внесено предложение о создании собственной племенной книги клуба, но реализовать его не удалось.:139-140
Первую свою выставку клуб провёл в том же году в этом же пабе, в ней участвовали всего 10-15 собак, разделённых на два класса по полу. Следующую выставку клуб провёл в июне 1876 года, на неё было подано более сотни заявок, но по разным причинам число конкурсантов составило 75 бульдогов от 51 владельца. Было представлено большое разнообразие классов: кобели весом до и свыше 18 кг, суки любого веса, щенки обоих полов в возрасте до 1 года, а также отдельный класс на продажу. Несмотря на то, что большинство представленных собак были очень хороши, интерес к клубу после конкурса резко упал. Третью выставку удалось провести лишь 2 ноября 1878 года. Этот двухлетний перерыв стал единственным в выставочной истории клуба, за исключением периода Второй мировой войны. С 1878 года и до наших дней выставки проходят каждый год, так как интерес публики и специалистов к клубу вновь возрос и с тех пор неизменен.:140
Выставка 1879 года стала первой, продолжавшейся три дня: с 15 по 17 мая. Также на ней была предпринята неудачная попытка ввести двойное судейство. 9-11 декабря клуб провёл первую зимнюю выставку, впервые организовав два конкурса за год. В этом же году клуб разработал и принял положение о поддержке и продвижении породы на всех национальных собачьих выставках, в том числе и посредством увеличения классов, в которых порода может быть представлена. Это положение и политика клуба сохранили свою актуальность до сих пор.:143
Что касается развития породы, то 1870-е годы — время триумфа бульдога по кличке Криб, известного также как Тёртонс Криб (Turton’s Crib, так как принадлежал T. Тёртону) и Шеффилдс Криб. Криб родился в 1871 году в Шеффилде у заводчика Фреда Лэмфиера (сына Джейкоба Лэмфиера). Криб был настоящим тяжеловесом тигрового окраса — более 64 фунтов (29 кг). Он был потомком Олд Кинга Дика по крайней мере по одной линии. По мнению многих экспертов того времени, Криб был лучшим представителем породы в истории. Влияние его на развитие породы колоссально, стало ощущаться со второй половины 1870-х годов, а своего пика достигло к 1890-м. На выставках клуба бульдогов, проводившихся в 1892-93 годах в Ройал-Аквариум, в жилах практически каждой собаки с родословной текла кровь Криба.:108, 111
От Криба берут своё начало четыре основные ветви современных племенных английских бульдогов, от четырёх разных сук:111:
- Роза (вл. Берри), в помёте чемпионы Монарх и Геймстер. В следующем поколении от Монарха: чемпионы Бритиш Монарх, Бритомартис, Уил оф Форчен, Таурус[3]:111-116.
- Мэг (вл. Ф. Лэмфиер), в помёте тигровый кобель Тайгер, давший в свою очередь чемпионов Ричард Львиное Сердце и Редова, белый бульдог Сэр Энтони и многие другие[3]:116-119.
- Мисс Смифф (вл. П. Раст), из этой линии кобель оленьего окраса чемпион Санчо Панса, Л’Амбассадор — первый чемпион американского разведения, чемпион Родни Стоун и многие другие[3]:119-121.
- Кит (вл. В. Бекетт), по этой линии чемпионы Дриад, Димбула, многие другие знаменитые выставочные экземпляры и производители[3]:121.

- Линия Розы: 
 Чемпионы Бумеранг (Boomerang) и Кейтерфелто (Katerfelto) 1893 года рождения
- Линия Мэг: 
 Знаменитый производитель — белый бульдог Сэр Энтони (Sir Antony)
- Линия Мисс Смифф: 
 Чемпион Родни Стоун (Rodney Stone) — первый бульдог, проданный за 1000£
- Линия Кит: 
 Бульдог Дон Леон (Don Leon), родившийся в 1892 году

В конце XIX существовало несколько признанных и знаменитых представителей породы, не относящихся ни к одной из этих ветвей, например, линия «Сикспенс»-«Кинг Коул»-«Кинг Коул-младший», а также чемпионы Александр и Дьюк. Эти собаки использовались для ауткросса с потомками Криба. В настоящее время линия Криба составляет основу родословных племенных английских бульдогов:121.
17 мая 1894 года бульдог-клуб получил статус корпорации и с тех пор носит официальное название «The Bulldog Club, Inc.», являясь старейшим в мире монопородным клубом собаководства:143.

### Распространение породы в мире

#### Франция
На европейский континент английские бульдоги были массово завезены в середине XIX века. В это время стандарт породы ещё не был разработан, и бульдоги сильно различались между собой, в частности по весу и размеру. В 1848—1860 годах в Англии бушевал экономический кризис, поток безработных, в основном ткачей, в поисках лучшей жизни хлынул через Ла-Манш — на север Франции и в Бельгию. С собой они везли бульдогов для развлечения и охраны имущества, и как частичку родной Англии. Для удобства в странствиях английские рабочие выбирали себе в компаньоны мелких бульдогов. Кроме того, их владельцы, вероятно, скрещивали привезённых собак с потомками испанских бурдосских бульдогов, а также, возможно, с терьерами и мопсами. Иммигранты селились, в основном, в пригородах, образуя зоны компактного проживания, и вскоре в парижских предместьях зародилась новая порода — французский бульдог.
Породу долгое время не признавали на родине бульдога, так как по мнению патриотически настроенных членов английского общества, среди которых было много собаководов, бульдог мог быть только английским. Но когда в 1890-е годы из Франции в Великобританию стали завозить французских бульдогов, продолжать игнорировать существование этой породы было невозможно. Однако английский Кеннел-клуб не сдавал позиций и в 1894 году выделил мелких (весом не более 20 фунтов) английских бульдогов в особую группу — той-бульдоги, объявив, что это и есть те самые французские собаки, владельцы которых посягнули на английское национальное достояние. Хотя разница в экстерьере между так называемыми той-бульдогами и собственно французскими бульдогами была очевидна — последние были более элегантны и имели большие стоячие, закруглённые уши, как у летучих мышей — в Англии и те, и другие долгое время оценивались на одном ринге. В 1902 году был образован английский клуб любителей французских бульдогов, в 1904-м это наименование впервые прозвучало в ринге, а ещё через год породу, наконец, признал Кеннел-клуб Великобритании. Это произошло даже раньше чем во Франции, и, таким образом, конфликт был исчерпан, а приоритет на миниатюрных бульдогов остался за французами.
Английские той-бульдоги сохраняли популярность примерно до 1910 года. Согласно стандарту, они отличались от остальных английских бульдогов только размерами. После признания французских бульдогов необходимость в таком искусственном разграничении пропала, порода потеряла поддержку, и вскоре той-бульдоги исчезли.
Что касается Франции, то собственные бульдоги там стали такой же национальной гордостью, как английские в Великобритании. И хотя со временем английская порода во Франции приобрела своих почитателей, её популярность не идёт там ни в какое сравнение с популярностью французского бульдога.

#### Австралия и Новая Зеландия
Английские бульдоги в XIX веке распространились во многих британских колониях. Однако лишь в Австралии и Новой Зеландии проводилась целенаправленная племенная работа и даже был создан свой стандарт — Австралийский. Причём основная заслуга в становлении и поддержании этого стандарта принадлежит новозеландским заводчикам, так как популярность породы в соседней Австралии поначалу была сравнительно невысокой, притом что первые бульдоги появились там довольно рано:247.
Уже на первой выставке собак, состоявшейся в Мельбурне 7-8 апреля 1864 года, согласно каталогу в классе бульдогов было заявлено 17 участников. Племенная работа в регионе долгое время держалась на импорте высококлассных собак из Англии. До начала XX века в Австралию были ввезены несколько выдающихся представителей породы: кобели Биг Беби (позже известный как Викинг), Брюс IV, Харди Норсмен и другие. После ввоза к кличкам собак часто прибавляли префикс Imported, чтобы отличать их от собак, полученных в колониях:247, 249.
Новая Зеландия снабжала колонии породистыми собаками до 1894 года. В начале 1900-х годов в Австралии был образован Клуб английского бульдога Нового Южного Уэльса, который стал одним из старейших специализированных клубов Австралии и сейчас является очень влиятельной организацией на континенте и в мире любителей бульдогов:247, 249.
В настоящее время импорт бульдогов из Англии продолжает играть важнейшую роль в развитии породы в регионе, многие австралийские чемпионы либо сами были ввезены на континент, либо являются потомками английских чемпионов в первом поколении хотя бы по одной из линий:247-258.

#### Америка
На американский континент староанглийские бульдоги завозились европейцами начиная с XVI века. Известно, что в это время бульдоги появились, например, на территории современных бразильских штатов Риу-Гранди-ду-Сул и Санта-Катарина. Приток эмигрантов из Великобритании возрос в первой половине XVIII века: в 1724 году Англия, экономика которой переживала депрессию, основала самую южную свою колонию, Джорджия, и с помощью различных преференций создала условия для привлечения туда переселенцев.
Поселенцы использовали бульдогов как универсальных рабочих собак — для охраны жилья и имущества, а также для загона скота и даже для охоты на кабанов. Для разведения фермеры отбирали самых крупных, сильных и выносливых собак. Так, с начала XVIII века в относительной изоляции начала складываться порода американских бульдогов, традиционная для фермерского Юга США. Специалисты и собаководы-любители начали всерьёз интересоваться этой породой лишь в XX веке, и основная заслуга в её сохранении признаётся за Джоном Д. Джонсоном. Весьма вероятно, что современный американский бульдог является прямым потомком староанглийского бульдога, наиболее точно повторяющим его черты. Судьба у этой породы была очень непростой — почти исчезнув к началу XX века, она была спасена, но остаётся весьма уязвимой и неустойчивой, разделена на две племенные линии, имеющие существенные различия, страдает от инбридинга. Широкая общественность узнала о существовании породы только в 1980-е годы, порода признана на национальном уровне Объединённым клубом собаководства (UKC) в 1999 году, но до сих пор не признана Международной кинологической федерацией (FCI).
В Бразилии существуют так называемые бульдоги кампейро, также претендующие на звание прямых и чистокровных потомков староанглийского бульдога. Эта порода также не признана на международном уровне.
В Америке лидерство в разведении племенных английских бульдогов и в продвижении породы принадлежит Соединённым Штатам, где существует свой стандарт английского бульдога, несколько отличный от британского и международного стандартов. Первое упоминание о появлении племенного английского бульдога на территории США относится к 1880 году — пятилетний тигрово-белый кобель по кличке Дональд был выставлен сэром Уильямом Вернером в Нью-Йорке:179. Специалисты сходятся во мнении, что лучшими бульдогами в США в 80-е годы XIX века были импортированные однопомётники кобель Робинзон Крузо (Robinson Crusoe) и сука Бритомартис (Britomartis), от чемпиона Англии Монарха. Бритомартис постоянно занимала первые места на Нью-Йоркских выставках с 1885 по 1890 годы, а Робинзон Крузо стал первым национальным чемпионом в 1888 году:179-181.
В 1890 году Х. Д. Кендалл (H.D. Kendall) задумался о создании организации, задачами которой видел

Объединения усилий, направленных на поддержку продуманного и серьёзного разведения бульдогов в Америке, сохранение чистоты вида, улучшения качества местного поголовья, а также на то, чтобы покончить с нежелательным предубеждением, существовавшем в общественном сознании по отношению к этой замечательной породе собак:181-182.

Рождение Американского бульдог-клуба (The Bulldog Club of America, ВСА) состоялось 1 апреля 1890 года в Меканикс-Холл, в Бостоне. Первоначально любители бульдогов ориентировались на стандарт Английского бульдог-клуба, но уже в 1891 году один из основателей Американского клуба Дж. Х. Мэттьюз (J. H. Matthews) предложил стандарт собственной разработки. Изменения были несущественны, и члены клуба отклонили предложение Мэттьюза. К вопросу вернулись в 1896 году, английский стандарт сочли устаревшим и недостаточно чётким, и специально созданная комиссия утвердила свой, Американский стандарт бульдога, который, с небольшими уточнениями, действует в США и в настоящее время:182.
Некоторое время разведение племенных бульдогов держалось на ввозе чемпионов и лучших производителей из Англии с целью побед на континентальных выставках и получения элитарного потомства. Вскоре после создания бульдог-клуба Р. Б. Сойер (R. B. Sawyer) импортировал трёх знаменитых бульдогов: кобеля Харпера (Harper, от чемп. Бритиш Монарха) и сук Грейвен Имидж (Graven Image) и Холли Террор (Holly Terror):182. Харпер в 1891 году стал первым обладателем одного из двух исторических серебряных кубков, вручавшихся BCA — Parke Cup (на следующий год его переименовали в Grand Trophy). Вторым таким кубком стал Sawyer Cup, учреждённый хозяином Харпера. На кубках гравировкой наносились клички победителей и имена их владельцев.
Вслед за этим И. Д. Морган ввёз английских чемпионов Патфайндера и Салени (считавшуюся лучшей сукой того времени):182. 1893 год стал определяющим в укоренении породы в Соединённых Штатах. Количество заявок на участие в Нью-Йоркской выставке выросло вдвое по сравнению с прошлым годом, американскими собаководами был сделан ряд громких покупок: чемпионы Хиз Лордшип (His Lordship), Кинг Орри (King Orry), Босвейн. В 1894 году в Нью-Йорке первое место занял кобель Хиз Лордшип, второе — сука Кинг Луд, третье — Кинг Орри:185. Интерес к бульдогам оставался стабильным, на рубеже веков о себе громко заявил политик Ричард Крокер, глава Таммани-холл. Среди его покупок были чемпионы Петрамосс и Персиммон, а также бульдоги Бит оф Блафф, Литтл Уитч и другие собаки:189. Но настоящую сенсацию произвели его приобретения чемпионов Бромли Криба (Bromley Crib, в 1900 году за 800£) и, особенно, Родни Стоуна (за 1000£ в 1901 году, что стало к тому времени рекордной ценой, когда-либо уплаченной за бульдога):187, 189.
Лучшим английским бульдогом американского разведения 1890-х годов многие специалисты признают кобеля Хендсом Дэна (Handsome Dan):183. Этот бульдог, «нечто среднее между аллигатором и рогатой жабой» был выкуплен англичанином Эндрю Б. Грейвсом (Andrew B. Graves) у прежнего владельца, кузнеца, в 1889 году за $ 65. Грейвс обучался в Йельском университете и выступал за его футбольную команду. Хендсом Дэн стал талисманом университета, вероятно, первым живым талисманом высшего учебного заведения Америки. Сложилась традиция перед началом футбольных и бейсбольных матчей команды выпускать на поле Дэна, чтобы он пересёк его. После окончания обучения Грейвс вернулся в Англию, и оставил Дэна на попечение своего брата. За свою жизнь Дэн удостоился более 30 наград на различных выставках, среди которых — первое место на Westminster Kennel Club Dog Show. В 1897 году Дэн воссоединился своим хозяином, а через год умер в Англии. Однако живой талисман настолько полюбился студентам и публике, что в 1933 году традицию было решено возродить, введя «должность» Хэндсом Дэна. Сегодняшний талисман Йеля — девятнадцатый по счёту. Бульдоги стали одними из самых популярных талисманов университетских и профессиональных спортивных команд США.
Сука Чарльза Дж. Хоптона (Charles G. Hopton) Л’Амбассадор (L’Ambassadeur) стала первым бульдогом американского разведения, завоевавшим титул чемпиона на родине породы, в Англии. Для участия в выставках она в 1896—1901 годах более десяти раз пересекла Атлантику, возможно, став самым путешествующим бульдогом в истории. За эту победу Хоптону был вручён кубок The Deal Trophy, специально учреждённый Ричардом Крокером. Спустя много лет Хоптон передал кубок BCA, и приз был переименован в Rodney Trophy.
В 1904 году устав и основные положения Американского бульдог-клуба были дополнены. После этого организация была признана Американским клубом собаководства (American Kennel Club, ACK), в качестве «материнской» для всех остальных бульдог-клубов страны. В этом же году было объявлено, что собаки подвергшиеся искусственному изменению внешности и увечьям, не допускаются на выставки:194. Получив признание от AKC, правление ВСА поначалу препятствовало попыткам основать другие бульдог-клубы, стремясь сохранить за собой монополию единственной в стране организации такого рода. Региональные организации-кандидаты получали отказы, что привело к жарким дебатам, увенчавшимся, наконец, признанием Филадельфийского бульдог-клуба в 1907 году. В это же время нескольким другим организациям, таким как Чикагский бульдог-клуб и Ассоциация заводчиков бульдогов Америки, в регистрации было отказано. Таким образом, с этого момента в США проходили две ежегодные специализированные выставки — в Нью-Йорке и в Филадельфии:194.
В 1914 году в национальный стандарт были внесены изменения — дисквалифицирующим пороком был объявлен «дадли-нос» (нос с недостаточной пигментацией или её отсутствием):194.
Сопротивление BCA расширению сети бульдог-клубов продолжалось. Вообще в начале XX века работу этой организации из-за её непрозрачности постоянно сопровождали скандалы и обвинения в подтасовках, несправедливом распределении призовых мест на выставках, отказам региональным организациям в регистрации под надуманными предлогами.
Клуб Филадельфии, несмотря на признание, смог стать активным членом ассоциации только в 1912 году. После многочисленных неудачных попыток, в 1916 году Чикагскому бульдог-клубу было позволено проводить собственную выставку. В 1923 году такое же разрешение получил Клуб Тихоокеанского побережья. В то же время Чикагский клуб вновь получил отказ на запрос войти в ассоциацию. Лишь с середины 1920-х годов выставки стали проходить по всей стране. В 1928 году были признаны клубы в Детройте, Буффало и Мэриленде. С 1941 года BCA перестала вручать кубки Grand Trophy и Sawyer Cup, и отправила их на хранение в банк, с тех пор изредка демонстрируя реликвии на юбилейных мероприятиях. Заводчику/Владельцу/Хэндлеру национального чемпиона BCA до сих пор вручает кубок Rodney Trophy.
В 1948 году было принято решение о реорганизации BCA, которая была завершена к 1950 году, под руководством комиссии, возглавляемой Д. М. Ливингстоном (от Пенсильвании). Были подготовлены новый текст устава и положения, согласно которым деятельность BCA стала более скоординированной с AKC. 13 февраля 1950 года основание обновлённой организации было провозглашено двумя третями голосов её членов. Теперь Американский бульдог-клуб состоял из семи (позже из восьми) отделений, каждое из которых возглавлялось президентом. Головной клуб возглавлялся переизбираемыми советом и руководством. Главные выставки BCA теперь проходили в разных регионах страны, хозяином первой такой выставки 1949 года был бульдог-клуб штата Индиана. Такая политика благотворно сказалась на популяризации породы в США, и BCA придерживается её до настоящего времени.:211
С весны 1972 года BCA издаёт ежеквартальный специализированный журнал «The Bulldogger», который рассылается членам клуба, а также судьям и некоторым другим заинтересованным лицам.
Отдельно необходимо упомянуть о судьбе породы на Гавайях. Этот штат США отстоит от континентальной части страны на 3700 км, и тем не менее, Гавайи — одно из мест наибольшей популярности английского бульдога. Впервые бульдог-клуб там был организован в 1939 году, а в 1945 прошла его первая выставка. До середины 1950-х годов они проходили ежегодно, но затем клуб пришлось расформировать. В 1952 году на Гавайях было зарегистрировано рекордное число бульдогов-чемпионов, больше чем в любой другой породе. В 1969 году усилиями десяти семейств клуб был возрождён, в 1973 года была проведена первая лицензированная AKC выставка. С тех пор они проходят ежегодно, на каждой выставке представлены около 15 собак. Небольшое число претендентов затрудняет выборы победителей. Ввоз новых собак проблематичен из-за обязательного 120-дневного карантина животного в специальном питомнике, содержание в котором оплачивает владелец. Несмотря на это, большинство гавайских бульдогов — выходцы с континента или из Англии:241-245.
Америка является основным рынком вывозимых из Великобритании бульдогов. В США оказываются около четверти экспортированных английских чемпионов. Кроме Соединённых Штатов, на американском континенте разведение бульдогов и выставочная работа налажены в Мексике и Канаде. Мексика, в отличие от США и Канады, входит в число стран-участниц FCI, и там действует международный стандарт породы. Несмотря на некоторые его отличия от стандарта США, мексиканские выставки на Тихоокеанском побережье пользуются популярностью и у владельцев собак из Соединённых Штатов. Канада также иногда импортирует отдельных английских чемпионов:231.
В Северной и Южной Америке бульдогов также дрессировали для охоты за беглыми невольниками, но с уничтожением невольничества этот обычай постепенно исчез сам собою.

#### Россия
В России бульдогов также держали. Вместе с меделянами они участвовали в травле медведей, в Москве такие травли проходили за Рогожской заставой, пока во второй половине XIX века не были запрещены. Содержали бульдогов и как домашних питомцев. По некоторым сведениям, порода была негласно запрещена в Советской России к 1923 году, как подчёркнуто «буржуазная». Интерес к породе в России возродился в 1980-е годы, а пик её популярности пришёлся на 1990-95 годы. С этого времени интерес к бульдогам остаётся стабильно высоким, однако культура разведения в среднем всё ещё значительно отстаёт от стран Европы и Америки.

#### Другие страны
В Европе среди лидеров по числу и качеству разводимых бульдогов: Испания, Италия, в последние годы хорошие позиции занимает Венгрия.
Английские бульдоги популярны и в других странах мира, особенно в Японии и ЮАР. В Японии число породистых бульдогов постоянно растёт уже несколько десятков лет. Японцы покупают в Англии меньше чемпионов, чем американцы, но готовы платить за них дороже всех в мире, уверенно занимая на рынке второе место. На 2006 год в английском издании «The Bulldog» из 150 упомянутых зарубежных питомников по всему миру — 40 японских.
Южно-Африканский бульдог-клуб был, вероятно, третьим в истории по времени основания, после Английского и Американского. Учреждён он в 1908 году под руководством доктора Курри (Dr. Currie), а первый чемпионат провёл в 1913.

## Стандарты породы
Самый первый стандарт породы 1865 года — Фило-Куонский — наибольшее внимание уделяет качествам бульдога, непосредственно влияющим на эффективность собаки в ринге. Все части описанного в нём бульдога крайне функциональны. Массивная голова с короткой и широкой мордой и перекус челюстей обеспечивали большую площадь хватки и позволяла бульдогу, повиснув на быке, крепко держаться. При этом отодвинутый назад нос позволял собаке свободно дышать, а бычья кровь стекала по складкам на морде и голове на землю, не заливая глаза и ноздри. Благодаря невысокому росту собака мгновенно могла прижаться к земле, уклоняясь от рогов быка. Вес её не был слишком маленьким — чтобы бык чувствовал его и, стремясь избавиться от груза, быстро уставал. Но слишком большой вес, с одной стороны, снижал бы манёвренность бульдога, а с другой — не давал бы ему удержаться на морде быка, собака падала бы ему под ноги с вырванным куском плоти в зубах:137-138.
Неудивительно, что авторы Фило-Куонского стандарта весьма свободно рассматривают допустимую форму ушей или хвоста английского бульдога. Уши должны быть такими, чтобы за них было удобно удерживать рвущуюся на быка собаку, поэтому форма их могла быть почти любой: «роза», «бутон» или полустоячие («тюльпан»). А хвост должен быть длинным и утончающимся от основания к концу, а значит, чувствительным, чтобы, укусив за него, бульдога можно было гарантировано вывести из боя. В настоящее время этим статям уделяют пристальное внимание. Хвост у нынешнего английского бульдога должен быть коротким, а из всевозможных типов ушей наиболее желателен тип «роза». Ни хвост, ни уши ни в коем случае не купируются:61,74.
В тексте Фило-Куонского стандарта дважды упоминаются «идеальные», в том или ином отношении, бульдоги, изображенные на известных картинах. Эталонной названа спина у суки Розы:88, а кобель Болл имеет образцовый хвост:87-88. Такая практика, брать за ориентиры знаменитых представителей породы прошлого, позднее была отвергнута. На смену ей пришла идеология стремления к совершенному бульдогу будущего, обеспечившая непрерывное развитие породы:53.
В настоящее время для бульдогов, как и для многих других пород, существуют несколько стандартов. В более чем 80 странах мира, национальные кинологические ассоциации которых вошли в FCI (в том числе и в России), действует стандарт Международной кинологической федерации (FCI № 149 от 16.04.2004). На родине породы, в Великобритании, действует национальный стандарт Английского Кеннел Клуба. Собственные стандарты существуют и в других странах, не состоящих в FCI, наиболее влиятельными из которых являются США и Канада. Все эти стандарты в целом не противоречат друг другу, так как восходят к Фило-Куонскому стандарту 1865 года и, во всяком случае, следуют его букве, за исключением нескольких пунктов, которые были пересмотрены за более чем вековую историю породы:93. Кроме того, Фило-Куонский стандарт был дополнен, так как в нём отсутствуют описания некоторых ста́тей, либо эти описания лишь намечены. Так, стандарт 1865 года ничего не сообщает о внешнем виде брылей и зубов бульдога, весьма лаконично, хотя и ёмко, описывает его грудную клетку и корпус в целом, а также не регламентирует правильные движения собаки, упоминая лишь, что они должны быть «свободными». В более поздних редакциях стандарта эти пробелы были восполнены.

### Стати породы и требования стандарта
Согласно классификации FCI английские бульдоги относятся к группе 2 (пинчеры и шнауцеры, молоссы, швейцарские пастушьи собаки и другие породы), секции 2.1 (собаки типа молоссов и мастифов). Используются в качестве телохранителя и компаньона (Dissuasion and Companion Dog). Рабочие испытания с этой породой не проводятся. Стандарт породы FCI № 149 от 16.04.2004 предписывает следующие основные показатели экстерьера и поведения для бульдогов:
Бульдог — это гладкошёрстная, коренастая, небольшого роста собака, мощная и компактная. Голова крупная, но не создающая впечатления диспропорции, окружность её во фронтальной проекции примерно равна росту собаки. Конечности крепкие, жёсткие, очень мускулистые. На виде спереди можно выделить два равных квадрата: описанный вокруг головы и вписанный между передними конечностями и грудной клеткой. Задние ноги высокие и сильные, несколько легче передних.
Корпус короткий, плотно сочленённый. Шея очень толстая, глубокая и крепкая, с заметно изогнутой линией загривка. Спина короткая, крепкая («парусом»), живот подтянут. Хвост короткий, низко посаженный, прямой или штопорообразный.
Морда короткая, широкая, приподнимающаяся вверх, от угла глаза до угла пасти очень глубокая. Челюсти широкие, массивные, квадратные, с перекусом. Брыли толстые, глубокие, отвислые, очень плотные, полностью прикрывают нижнюю челюсть с обеих сторон. Глаза при взгляде спереди низко поставлены, максимально далеко от ушей, и как можно шире расставлены. Уши широко расставленные, как можно дальше от глаз, небольшие и тонкие, высоко поставленные, желательно висячие на хряще (типа «роза»).
Окрас может быть пёстрым (тигровый, рыжий с белым и т. д.), однотонным (белый, палевый, рыжий разных оттенков, красновато- или коричневато-жёлтым и др.) или смут — однотонная масть с чёрной маской или чёрной мордой.
Оптимальный вес кобелей — 25 кг, сук — 23 кг.
Движения бульдога тяжёлые, грузные, шаг короткий, быстрый. Задние конечности почти не поднимаются и как бы плывут над землей, плечи поочередно выдвигаются вперёд. Создаётся впечатление, что собака движется «на цыпочках».
К порокам стандарт относит чёрный или телесного цвета окрас, мочку носа с недостаточной пигментацией, нависающие над ней носовые фалды, вросший хвост, проблемы дыхательной системы, а также отклонения в поведении: агрессивность или трусливость.
Среди специалистов существуют разные мнения относительно того, какая собака в истории породы наиболее близка к идеалу. Однако лучшей сукой бульдога всех времён многие считают Роузвилл Блейз (Rouseville Blaze) — Чемп. Англии начала XX века:53, 134.
Несмотря на совместимость всех существующих стандартов породы, в разных странах традиционно предпочитают различные тип-стили экстерьера. В Европе лидирует английский тип-стиль, тогда как в Америке общепринят более экстремальный внешний вид бульдогов — больше складок на голове, они ярче выражены, много кожи, линия верха более прямая. Принципиально отличается от европейской и манера хэндлинга (показа собаки на выставке).

## Особенности анатомии и физиологии
Английские бульдоги — это короткошёрстные:55 собаки (шерсть без подшёрстка:302), условно относимые к породам средних размеров (рост 50-55 см):52, однако очень тяжёлая для таких пород:34. Тип сложения — рыхлый (сырой):59.
В процессе развития породы собака превратилась из бойцовой в декоративную, что было достигнуто за счёт утрирования характерных признаков исходной породы: увеличение головы, укорочение морды, корпуса и лап, расширение их постава, увеличение кожных складок и т. д. Это привело к тому, что из-за особенностей анатомии нагрузка от веса тела бульдога приходится в основном не на кости конечностей, а на мышцы. Корпус бульдога «висит» на них, когда собака просто стоит или идёт, и поэтому бульдоги быстро набирают большую мышечную массу. В то же время бульдоги быстро утомляются, страдают одышкой, часто имеют проблемы с сердечно-сосудистой системой:34. Бульдогу требуется много отдыха и сна для поддержания жизнедеятельности организма, что, в свою очередь, при несоблюдении режима и рациона, часто приводит к ожирению, приводящему к большой нагрузке на сердце и печень и, в конечном счете, к раннему старению и сокращению жизни животного:34.
Из-за сильной брахицефалии и сжатого корпуса у бульдогов очень короткие дыхательные пути. Вследствие этого они склонны к простудным заболеваниям и крайне чувствительны к перегреву. Одна из самых частых причин смерти бульдогов — тепловой удар:276. Жаркая погода с повышенной влажностью особенно опасна для бульдога, он начинает тяжело дышать, «пыхтеть», и если это продолжается несколько дней, то может привести к отёку гортани. В глотке начинает скапливаться вязкий или пенящийся секрет, который собака не отхаркивает, что ещё более затрудняет дыхание. В итоге бульдог может впасть в обморок и умереть. Если бульдог однажды пережил тепловой удар, в дальнейшем он становится ещё более чувствительным к перегреванию. Второе следствие чрезвычайной краткости дыхательных путей бульдогов — громкий храп во сне.
Бульдог — единственная порода собак, представители которой, как правило, появляются на свет в результате планового кесарева сечения. Это происходит из-за того, что многим сукам трудно разродиться естественным образом. Большая голова щенка с трудом проходит через канал матки, так как по стандартам породы таз у хорошей суки должен быть узким. Кроме того, бульдоги флегматичны, и даже роды могут не привести мышечный тонус некоторых сук в необходимое состояние:302-303. Если первый плод в помёте с тазовым предлежанием или имеет особенно крупную голову и широкий плечевой пояс, то, отдав все силы ему, сука не сможет родить остальных:297. Сука инстинктивно перегрызает пуповину, но из-за перекуса может резко дёрнуть за неё, и тогда у щенка может развиться пупочная грыжа:294. Самым надёжным способом избежать всех этих рисков является кесарево сечение. В настоящее время лишь около 6 % племенных сук бульдога щенятся самостоятельно:303.
Среди распространённых заболеваний бульдогов:
- кисты между пальцами: устраняются ветеринаром или опытным любителем;
- аденома третьего века («вишнёвый глаз») — гипертрофия слезной железы третьего века: устраняется хирургически ветеринаром;
- выпадение третьего века: устраняется ветеринаром;
- некоторые виды аллергии (на компоненты пищи, лекарства, клеща, домашней пыли, цветочную пыльцу, различные виды материи, металлы, на солнечный свет и на многие другие вещи);
- перелом шейки бедра (обычно у пожилых собак), в то же время из-за бочкообразного постава передних конечностей дисплазия тазобедренного сустава встречается редко;
- натоптыши — огрубевшие участки кожи овальной, круглой формы (затвердевшие мозоли, гиперкератозные бляшки), которые появляются на подушечках лап бульдогов. Устраняется ветеринаром.

Средняя продолжительность жизни английского бульдога составляет 8—10 лет, что меньше, чем у собак большинства пород, однако соответствует средней продолжительности жизни остальных молоссов (мастифа, дога, боксёра). При хорошей наследственности и правильном содержании бульдог может дожить и до 12—15 лет.

## Уход и содержание
Английские бульдоги — это спокойные, уравновешенные и добродушные собаки:34, хорошо подходящие для содержания в квартире или загородном доме. Благодаря флегматичному характеру, они не доставляют хлопот хозяину своим поведением и не представляют опасности для маленьких детей, хорошо уживаются с другими домашними животными.
Бульдоги не требуют нагрузок: с ними не нужно гулять подолгу или делать пробежки, напротив, серьёзные физические нагрузки бульдогам противопоказаны. Бульдог привязан к своему дому, своему любимому месту в доме, к своему хозяину. Порой их называют «собаками для лентяев» или «диванно-сторожевыми собаками». Уход за шерстью и когтями не представляет особого труда, но должен быть регулярным. Особенно тщательно нужно чистить и промывать складки на морде и область под хвостом, который бывает сильно перекручен и очень плотно прижат к телу собаки, во избежание скопления выделений в этих местах и развития инфекций. В отдельных случаях применяют специальные мази. Корм бульдога должен быть высококалорийным, состоять из легкоусвояемых продуктов, не ведущих к образованию жировых отложений, — согласно стандарту, бульдог должен быть не толстым, а мощным и крепким.
Если владелец планирует выставлять своего бульдога и рассчитывает побеждать с ним на выставках, то собаке нужно уделять больше внимания. Необходимы ежедневные прогулки на свежем воздухе (до 2 км), тщательный груминг, уход за когтями, глазами, ушами, кожными складками — особенно на морде. Необходима дрессировка собаки. Бульдоги усваивают новые команды не быстро, но надёжно. Нужно приучить бульдога к шуму и большому скоплению людей и собак, чтобы на показе он не растерялся. Для этого нужно регулярно водить его по самым оживлённым местам в окрестностях. Также нужно, чтобы бульдог умел спокойно и размеренно идти рядом на поводке, независимо от того, кто его ведёт — хозяин или посторонний человек. На выставках бульдоги соревнуются в экстерьере и послушании, рабочих нагрузок им не дают.:271-274
Однако содержание бульдогов имеет свои особенности и требует большой ответственности. Основная трудность содержания и разведения бульдогов заключается в их уязвимости. Бывает, что щенки начинают страдать от перегрева уже через час после рождения. В таком случае их кладут на холодное мокрое полотенце, предварительно убедившись в отсутствии сквозняков. Немного подросшим щенкам (с двух-трёх недель) можно ставить в коробку миску с кубиками льда, чтобы щенок при необходимости подползал к ней или уползал от неё подальше.:275 При перевозке собаки, особенно летом в машине, нужно брать с собой пакетики со льдом, чтобы при первых признаках перегрева обкладывать ими бульдога. При температуре воздуха выше 30 °C собаку необходимо держать в холодном подвале или в помещении с кондиционированием. При симптомах перегрева важно вовремя прочистить или промыть собаке глотку от скапливающегося секрета. При признаках теплового удара (обморок, шок) нужно срочно обращаться к ветеринару, проводить противошоковую терапию самостоятельно очень рискованно, собака может погибнуть:276.
Из-за особенностей анатомии бульдогов довольно сложной процедурой является приём родов у сук. Подавляющему большинству племенных сук делают плановое кесарево сечение.:303 Обычно его делают даже в тех случаях, когда осложнений при родах не предвидится, чтобы не рисковать щенками и их матерью. Только очень опытный заводчик может принимать роды самостоятельно, и лишь в том случае, если эти роды для суки не первые, и все особенности протекания их у неё хорошо известны. Но и тогда, после успешных родов, собаку необходимо сразу же показать ветеринару. С другой стороны, считается, что сука, ощенившаяся самостоятельно, более внимательна к своим щенкам:297.
Вскармливание щенков может стать серьёзной проблемой, если у их матери не будет хватать молока. В таких случаях щенков можно кормить при помощи рожка, игрушечной бутылочки, шприца с надетой соской или трубочки (катетер, зонд). Известный американский заводчик и автор классических книг о бульдогах Бейли С. Хейнс рекомендует выкармливать щенков методом «погружения», когда щенка просто кладут в миску с жидкой овсяной кашей на молоке. При этом нужно следить, чтобы щенок не захлебнулся в каше. Щенки довольно быстро понимают, что от них требуется, и начинают поглощать кашу, в первое время погружая в неё мордочки и делая сосательные движения, а затем приучаются лакать. После кормления щенка отдают суке, и она его вылизывает. Такой способ особенно полезен, когда щенков в помёте много, и выкармливать каждого по отдельности очень трудоёмко:311-317.
В целом, английские бульдоги более других собак зависимы от человека. Из-за своего строения они, например, не могут даже самостоятельно почесаться, им необходим регулярный массаж. Специалисты сравнивают содержание бульдога с содержанием ребёнка, который полностью зависит от своих родителей.

## Значение породы в истории собаководства и её критика
Значение английского бульдога для собаководства трудно переоценить. Его кровь течёт в жилах других бульдогов: французского, американского и целого ряда национальных пород, не признанных FCI. Среди потомков бульдога и другой знаменитый молосс — немецкий боксёр, выведенный в Мюнхене во второй половине XIX века.
Особое место в истории породы занимают попытки скрещивания бульдогов с терьерами, с целью получения собак, совмещающих в себе лучшие рабочие качества и тех, и других.:47 Первые знаменитые буль-энд-терьеры, снискавшие славу в кровавом спорте, появились в начале XIX века. Их специализацией были травля стаи крыс на скорость (рэттинг), травли барсуков («в ящике» и «свободные») и собачьи бои, в которых буль-энд-терьеры не знали себе равных.:39 Однако все эти собаки были достаточно разнородны по размеру и экстерьеру, это была не порода в современном смысле этого слова, а, скорее, тип бойцовых собак. Переворот совершил Джеймс Хинкс из Бирмингема, представив в 1862 году выведенного им белого бультерьера. Порода была получена в результате многолетнего племенного эксперимента, в котором кроме английского бульдога и белого английского терьера, принял участие далматин. Внешние данные буль-энд-терьера, прямым потомком которого сегодня считается английский стаффордширский бультерьер, были изменены: в первую очередь, за счёт удлинения морды и корпуса, а также ликвидации кожных складок. В Англии бультерьер сразу вошёл в моду и по популярности не уступал бульдогу. Другим примером удачного скрещивания бульдога с терьером следует признать американского бостон-терьера, появившего примерно в одно время с бультерьером.
Кроме того, потомками английского бульдога являются собаки из так называемой группы питбулей. К этой группе, кроме английского стаффордширского бультерьера, принято относить американского стаффордширского терьера и американского питбультерьера, имеющих более отдалённые родственные связи с бульдогом.:138
Однако все эти популярные породы собак ведут свою историю либо от староанглийских бульдогов середины XIX века, либо от ранних представителей уже зарегистрированной породы, либо от породы-посредника, также восходящей к староанглийскому бульдогу, как в случае с американскими породами. Почти сразу после регистрации породы бридеры (селекционеры) направили все свои усилия на равномерное «заострение» характерных её признаков, описанных в стандарте. Это привело к тому, что уже к началу следующего столетия английский бульдог разительно отличался от представителей породы середины века предыдущего. Хотя формально он и соответствовал положениям стандарта, сравнение изображений бульдогов этих двух эпох не оставляет сомнений: это две разные собаки. Из «рабочей» породы бульдог превратился в декоративную.:139
Всё это стало причиной критики породы среди многих любителей собак. Получалось, что громкое бойцовое прошлое бульдога использовалось для продвижения совершенно другой собаки. Обновленный бульдог стал модной, престижной собакой для солидных хозяев. Критика породы исходит в основном от любителей, которые желают видеть в бульдоге прежнего травильного пса. Они утверждают, что бульдоги стали жертвами племенного разведения, что их недостатки аномальны для любой собаки, а в том факте, что многие бульдоги появляются на свет посредством кесарева сечения, видят свидетельство вырождения породы. Однако большинство владельцев бульдогов вполне осознанно выбирают себе незаурядного декоративного питомца, принимая его вместе со всеми его слабостями. Разрешением этого противоречия могло бы стать изменение названия современной породы, например, на «английский декоративный бульдог». Другой путь в хотя бы частичном возвращении бульдога к его первоначальному виду. FCI делает некоторые шаги в направлении оздоровления породы, но коренного пересмотра требований к ней не происходит. Английский бульдог очень моден и востребован именно благодаря своей неординарности и «импозантности», которую критики склонны называть «карикатурностью». Проделана огромная племенная работа, которую невозможно просто перечеркнуть. Всё это даёт основания утверждать, что английский бульдог и в будущем останется примерно таким же, каков он сейчас.:140-141
Несмотря на это, энтузиастам ничто не мешает проводить собственные эксперименты по возвращению английскому бульдогу его исконного внешнего и внутреннего состояния, и такие опыты проводятся. Наибольших успехов в этом деле достиг Давид Левитт из Пенсильвании. В 1971 году Левитт начал свой проект, используя программу доктора Фешимера из Университета штата Огайо, которую тот разработал для улучшения родословных крупного рогатого скота. Целью Левитта было создать собаку, приближённую по виду и состоянию здоровья к подлинным английским бульдогам XIX века, но с менее агрессивным характером. Для этого составной частью этого проекта стали различные породы, несущие в себе изначально кровь настоящих английских бульдогов. Такими породами стали: английский бульдог — 50 %; американский бульдог, бульмастиф и американский питбультерьер — в сумме 50 %. После многих тщательных скрещиваний был создан современный староанглийский бульдог. Порода эта внешне похожа на бульдогов со старинных гравюр и картин. Существует клуб любителей староанглийского бульдога — The Olde English Bulldogge Kennel Club. Порода малочисленна, почти не распространена за пределами США и не признана FCI.:142 Другие подобные проекты: австралийский бульдог, викторианский бульдог, ренессанс-бульдог, бульдог Дорсета и пр. — стартовали позже эксперимента Левитта и вовсе не имеют популярности.

## Английский бульдог как символ нации
Персонификацией английской нации в XVIII веке стал Джон Булль — собирательный образ типичного англичанина. Изображали его в виде краснолицего пузатого фермера с хитрой физиономией, с непременными бакенбардами, в красном сюртуке, белых брюках или лосинах и коротком цилиндре. Не позднее 1762 года Джеймс Гилрей и другие карикатуристы стали широко использовать образ Джона Буля в своих сатирических рисунках на злободневные темы внутренней и внешней политики. Иногда, в ранних работах Джон Булль изображался в виде быка или фермера с бычьей головой. Позднее образ Джона Буля использовал в своих работах Джон Тенниел, сотрудничавший в журнале Punch.
Постепенно Джон Булль отвоевал себе новое место — центральной фигуры политического плаката, и стал олицетворять не столько усреднённого английского обывателя, сколько всю британскую нацию сразу. Тенденция к этому прослеживается уже на карикатурах начала XIX века, где Джон Булль противостоит Наполеону. У Джона Буля появились новые атрибуты: жилет из британского флага, начищенные до блеска сапоги. Джон Булль грубоват, простоват, обладает недюжинной физической силой, во всех смыслах «крепко стоит на ногах». Он любит хорошее мясо, эль, собак, лошадей, шумные сельские развлечения. Его часто сопровождает английский бульдог — собака, как нельзя лучше подходящая Джону Булю по характеру и внешнему виду. Соединению двух символов Британии немало способствовали утверждение породы и появление её стандарта в 1865 году. Авторы Фило-Куонского стандарта прямо объявляли бульдога национальным достоянием, породой, «идеально ассоциировавшейся со старой доброй Англией». Такое воззвание к английским традициям консерватизма не могло остаться без ответа. Джон Булль и бульдог воплощали спокойную силу, уверенность в себе и великодушие англичан.
К началу Первой мировой войны бульдог уже воспринимался англичанами как вполне самодостаточный символ мощной и свободолюбивой Великобритании, успешно соперничая в популярности с самим Джоном Булем. Образ бульдога активно использовался как британской пропагандой, так и противниками Великобритании. На многочисленных английских плакатах того времени бульдоги сурово поглядывают на континент со своих островов, невозмутимо спят, охраняя британский флаг, или простодушно играют орденами и амуницией врагов Соединённого королевства. На некоторых рисунках изображён взрослый бульдог или щенок на руках у привлекательной женщины как символ уюта и домашнего очага.
- «Проснись, Англия!»
 Лилиан Чевиот, ок. 1918
- «Наше останется нашим», Мод Эрл, 1896
- «Давай к нам!» 
 Бульдог (Англия), 
 Вельш-терьер (Уэльс) и 
 Шотландский терьер (Шотландия) 
 смотрят на  
Британские острова 
с французского берега, Лилиан Чевиот, 1915
- «В старом Псе ещё теплится жизнь!», ок. 1915

Вскоре на мировой политической арене появился деятель, которого, в свою очередь, можно назвать воплощением патриотического английского бульдога — Уинстон Черчилль. Премьер-министра часто изображали в виде бульдога. Среди наиболее известных работ — карикатура Штубе «Go to It» и плакат «Holding the Line» Генри Гуинона (Henri Guignon, 1942). Черчиллю также приписывают отзыв о породе: «Бульдог — это красота, доведённая до абсурда» и выражение «борьба бульдогов под ковром» — так он якобы отзывался о внутриполитической ситуации в России. Сам Уинстон Черчилль бульдогов не держал, его любимцем долгие годы был маленький коричневый пудель по кличке Руфус. Однако политика до конца жизни сравнивали с бульдогом, так, например, когда он потерпел поражение на выборах в Парламент 1950 года, Эмрис Хьюз написал: «Бульдог опять упустил свою кость». После смерти Черчилля для обозначения бульдогов даже появились новые идиомы: «живой Уинстон», «Черчилль во плоти». Тогда же появилась традиция изображать антропоморфных бульдогов с сигарами в зубах.

## Английские бульдоги в культуре и искусстве

### Изобразительное искусство
С конца XVIII века бульдоги стали появляться на полотнах английских живописцев. Часто это были жанровые сценки, изображающие буль-бейтинг и другие виды травли (Дж. Скэнлан, представители семьи Алькен). Но иногда художники делали бульдога центральной фигурой своих работ (Филипп Рейнагл, Генри Клоувз и др.). Обычно это были портреты прославленных собак, многократных победителей в кровавом спорте. Двум портретам — «Криб и Роза» Абрахама Купера и «Портрет бульдога Болла в пейзаже» Генри Клоувза — было суждено сыграть большую роль в становлении породы английского бульдога.
Позднее художники-анималисты начали запечатлевать знаменитых представителей породы, прославившихся уже в ринге и ставших Чемпионами. Среди авторов таких работ Джордж Эрл (1824—1908), Франсис Фейрман (1836—1923), Джошуа Гибсон. Известны серии картин Артура Хейера (бульдог и кот), Рубена Варда Бинкса — «Пять бульдогов на пляже» (1914, несколько вариантов), «Шесть бульдогов в Роклиффе» (1915) и Артура Вардля, который также изображал на каждой картине по 6—7 чемпионов, в сельском антураже.
Американский бульдог-клуб содержит Национальную галерею — Бульдог-Холл. Идея о создании такой галереи была выдвинута в 1961 году, после того как на Орегонской выставке был продемонстрирован портрет чемпиона Кокни Горблайми. На следующий год картина снова была представлена в Индианаполисе, и идея получила горячее одобрение. Было решено написать портреты остальных восьмерых бульдогов, получавших звание «Лучший представитель породы» с момента реорганизации Бульдог-клуба в 1949 году. Портреты писал художник-анималист Д. К. Деннис. С тех пор галерея постоянно пополняется. Она открыта ежегодно на время проведения общенациональных специализированных выставок:214-217.

### Музыка
- Песня The Beatles «Hey Bulldog» с альбома Yellow Submarine (1969).
- Аргентинская панк-роковая группа Bulldog[исп.] (образовалась в 1989 году).

### Кинематограф
- Сериал «Пелагия и белый бульдог» (2009) по одноимённому роману Бориса Акунина.
- Фильм «Шерлок Холмс» (2009). На бульдоге Глэдстоуне Шерлок Холмс постоянно испытывал различные препараты, вводя его в состояние клинической смерти, впрочем без особого вреда для животного.
- Фильм «Шерлок Холмс: Игра теней» (2011). Бульдог Глэдстоун продолжает подвергаться экспериментам Шерлока Холмса.
- Фильм «Стиляги» (2008). Бульдог Филя удостоен премии «Золотой клык» как лучший актёр второго плана.
- Фильм «Трезор», Франция (2009). Один из главных героев — белый английский бульдог.
- Фильм «Отель для собак» (США, 2009).
- Фильм «Мистер Магу» (США, 1997).
- В фильме «Приключения Шерлока Холмса и доктора Ватсона: Сокровища Агры» (1983) снимался бульдог Василия Ливанова Бамбула, причём получал гонорар, как член массовки.
- В классической американской анимации бульдог часто выступает как антагонист главного героя-неудачника (например, преследует кота), или в качестве персонажа, оберегающего, часто даже не замечая этого, жертву (мышонка) от преследователя (кота). Характерный пример — бульдоги Спайк и Тайк в мультсериале «Том и Джерри». Бульдог по кличке Бутч выступает в качестве врага диснеевского пса Плуто и флегматичного пса Друпи. В мультфильмах Looney Tunes и Merrie Melodies от Warner Brothers встречаются три разных бульдога: Гектор (в сериях про кота Сильвестра и канарейку Твити), Спайк (бульдог-громила, всегда появляется вместе с маленьким терьером Честером) и Марк Энтони — огромный бульдог, очень привязанный к своему любимому маленькому котёнку.
- В мультсериале «Щенячий патруль» щенок Крепыш породы английский бульдог.

### Массовая культура
Вооружение:
- Тип револьверов, первым из которых стал British Bulldog, выпускавшийся с Великобритании с 1878 года. Также существуют торговые марки современных револьверов, использующие слово «бульдог» (например, американский Charter Arms Bulldog[англ.]), но конструктивно не относящиеся к типу «бульдог».
- M41 Уокер Бульдог (англ.  M41 Walker Bulldog) — лёгкий танк армии США, спроектированный в 1946—1949 годах.

Другие торговые марки:
- Bulldog Communications — британский интернет-провайдер.
- британский издатель Mastertronic[англ.] под торговой маркой Bulldog в 1980-е годы выпускал компьютерные игры для американского рынка.
- Bulldog — скролл-шутер 1987 года от Gremlin Graphics для платформы Commodore 64[41].

Прозвища:
- Знаменитый рестлер Дейви Бой Смит имеет прозвище «The British Bulldog».
- Гарик «Бульдог» Харламов — российский комедийный актёр, резидент «Comedy Club».
- Констеблей Оксфордского университета неформально называют «бульдогами».

Прочее:
- «Британские бульдоги[англ.]» — детская игра, популярная в школах Великобритании и странах Содружества, Канаде и Австралии.
- Бульдог — один из популярнейших на Западе (особенно в США) маскотов спортивных команд и армейских подразделений. В частности, он является талисманом Корпуса морской пехоты США. Спортивных клубов и команд, избравших бульдога своим символом, огромное множество, некоторые команды владеют «живым талисманом». Самые известные из них: команда Йельского университета (бульдог Хендсом Дэн) и Университета Джорджии (бульдог Уга).

## Комментарии
1. ↑  англ. ...for a good Mastive dogge, a case of bottles replenished with the best lickour, and pray proceur mee two good bulldoggs, and let them be sent by ye first shipp. (орфография сохранена)
2. ↑  англ. ...not the pug of france, but the pug which is also known as the small or Dutch Mastif, and which originated in Holland and Germany.
3. ↑  Не путать с современной испанской породой алано, представители которой также являются потомками аланов.
4. ↑  Травли экзотических животных могли позволить себе только король и английская знать.
5. ↑  Вскоре Джеймс Хинкс прославился, выведя новую породу собак, белого бультерьера, удачно скрестив бульдога и белого английского терьера
6. ↑  Псевдоним этот образован от искаженного phileo и kyon, что в переводе с греческого означает любить собак.
7. ↑  Кличка «Кинг Дик» стала одной из самых распространённых в породе, и чтобы отличить «настоящего», его часто называют Олд Кинг Дик.
8. ↑  Такое описание внешнему виду Дэна дала газета «The Hartford Courant».